# Холохоленское сельское поселение
Холохоленское се́льское поселе́ние — упразднённое муниципальное образование в составе Вышневолоцкого района Тверской области России.
На территории поселения находились 27 населённых пунктов. Центр поселения — деревня Афимьино.
Образовано в 2005 году, включило в себя территорию Холохоленского сельского округа.

## Географические данные
- Общая площадь: 118,5 км²
- Нахождение: юго-восточная часть Вышневолоцкого района
  - Граничит:
    - на севере — с Горняцким СП,
    - на северо-востоке — с Дятловским СП,
    - на востоке — со Спировским районом, Выдропужское СП,
    - на юго-западе — с Княщинским СП,
    - на западе — с Зеленогорским СП.

Главная река — Тверца.

Поселение пересекает автомагистраль «Москва — Санкт-Петербург».

## Экономика
Основное хозяйство — СПК «Птицефабрика Юбилейная», самое крупное сельскохозяйственное предприятие Вышневолоцкого района.

## Население
По переписи 2002 года — 1313 человек, на 01.01.2008 — 1383 человека.

## Населенные пункты
На территории поселения находятся следующие населённые пункты:
| №  | Тип нп | Название        | Население (2008 год) |
| -- | ------ | --------------- | -------------------- |
| 1  | дер.   | Афимьино        | 1004                 |
| 2  | дер.   | Акшонтово       | 26                   |
| 3  | дер.   | Беньково        | 131                  |
| 4  | дер.   | Васильево       | 13                   |
| 5  | н.п.   | Ветучасток      | 8                    |
| 6  | дер.   | Войбутская Гора | 6                    |
| 7  | дер.   | Выходцы         | 21                   |
| 8  | дер.   | Вязьмиха        | 0                    |
| 9  | дер.   | Добрецово       | 5                    |
| 10 | дер.   | Домославль      | 29                   |
| 11 | дер.   | Иванково        | 13                   |
| 12 | дер.   | Иевцево         | 5                    |
| 13 | дер.   | Колокольня      | 2                    |
| 14 | дер.   | Крутец          | 6                    |
| 15 | дер.   | Липино          | 20                   |
| 16 | дер.   | Ненорово        | 3                    |
| 17 | дер.   | Никиткино       | 0                    |
| 18 | дер.   | Новое Село      | 5                    |
| 19 | дер.   | Пестово         | 2                    |
| 20 | дер.   | Петровка        | 0                    |
| 21 | дер.   | Рогачёво        | 12                   |
| 22 | дер.   | Ряд             | 3                    |
| 23 | дер.   | Сергеевское     | 8                    |
| 24 | дер.   | Смородино       | 3                    |
| 25 | дер.   | Холохолёнка     | 53                   |
| 26 | дер.   | Константиниха   | 5                    |
| 27 | дер.   | Красный Городок | 0                    |

### Бывшие населенные пункты
На территории поселения исчезла деревня Борилово.

## История
В середине XIX-начале XX века большинство деревень поселения относились к Холохоленской и Домославской волостям Вышневолоцкого уезда.